# Faucett-Perú-Flug 251
Auf dem Faucett-Perú-Flug 251 wurde am 29. Februar 1996 eine Boeing 737-222 mit dem Luftfahrzeugkennzeichen OB-1451 der Faucett Perú, mit der ein Flug von Lima über Arequipa nach Tacna durchgeführt wurde, kurz vor der Zwischenlandung in Arequipa gegen einen Berg geflogen. Bei dem Unfall wurden alle 123 Personen an Bord der Maschine getötet.

## Flugzeug
Bei der betroffenen Maschine handelte es sich um eine Boeing 737-222, die im Werk von Boeing auf dem Boeing Field im Bundesstaat Washington endmontiert wurde und am 21. Oktober 1968 ihren Erstflug absolvierte. Das Flugzeug trug die Werksnummer 19072, es handelte sich um die 86. Boeing 737 aus laufender Produktion. Die Maschine wurde am 28. Oktober 1968 fabrikneu an die United Airlines ausgeliefert, die diese mit dem Luftfahrzeugkennzeichen N9034U in Betrieb nahm und ihr den Taufnamen City of Merced gab. Ab dem 14. Juni 1971 war die Maschine an die Aloha Airlines verleast, ab dem 15. September 1971 geschah dies unter dem neuen Luftfahrzeugkennzeichen N73714. Im Juni 1975 kaufte die Aloha Airlines schließlich die Maschine, ab dem 30. Oktober 1980 verleaste sie diese an die Air California, die am 6. April 1981 in AirCal umfirmierte und die Maschine ab dem 13. Januar 1982 mit dem neuen Luftfahrzeugkennzeichen N459AC betrieb. Mit der Übernahme der Fluggesellschaft durch die American Airlines ging die Maschine zum 1. Juli 1987 in die Flotte derselben über. Die Maschine wurde anschließend an die BIA Cor Holdings Inc. verkauft. Diese verleaste die Boeing ab dem 2. März 1989 an die Braniff International Airways, wo die Maschine die Flottennummer 515 erhielt. Zwischenzeitlich wechselte der Leasinggeber. Ab dem 15. Juli 1991 war die Maschine durch die IAL an die Faucett Perú verleast. Das zweistrahlige Schmalrumpfflugzeug war mit zwei Triebwerken des Typs Pratt & Whitney JT8D-9 ausgestattet.

## Passagiere und Besatzung

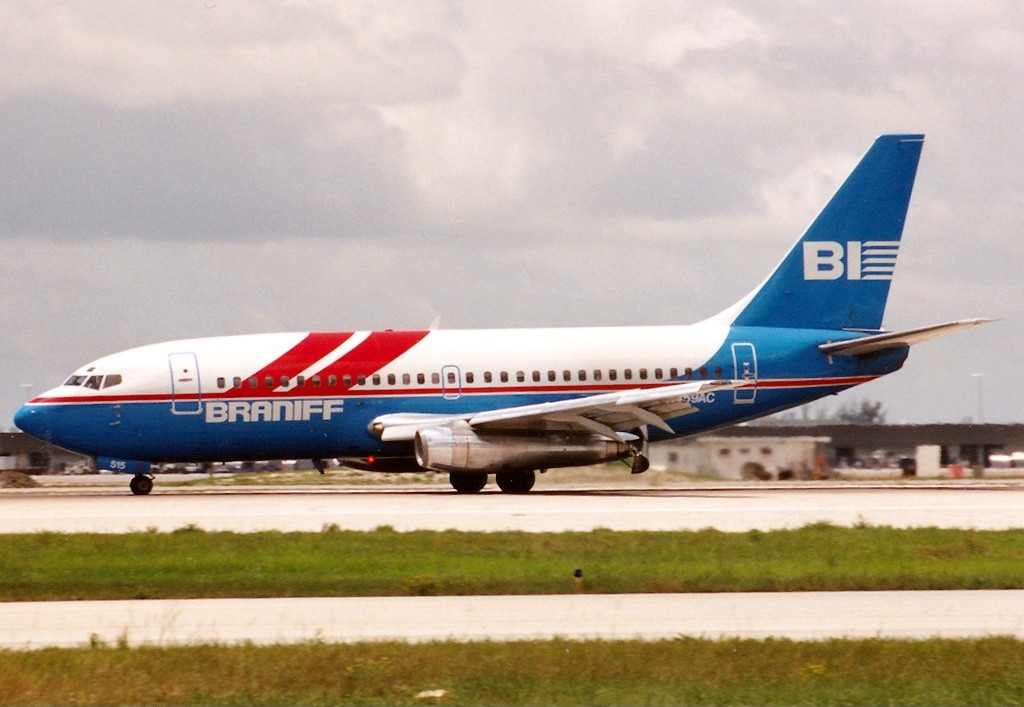
Die Maschine während ihrer Betriebszeit bei der Braniff International Airways im Jahr 1989

Es befanden sich 123 Personen an Bord der Maschine, diese stammten aus sechs verschiedenen Ländern, wobei der überwiegende Großteil Peruaner und Chilenen waren. Die gesamte sechsköpfige Besatzung stammte aus Peru.
| Staatsangehörigkeit | Passagiere | Besatzung | Gesamt |
| ------------------- | ---------- | --------- | ------ |
| Peru                | 77         | 6         | 83     |
| Chile               | 33         | -         | 33     |
| Belgien             | 2          | -         | 2      |
| Kanada              | 2          | -         | 2      |
| Bolivien            | 2          | -         | 2      |
| Brasilien           | 1          | -         | 1      |
| Gesamt              | 117        | 6         | 123    |

## Unfallhergang
Die auf dem internationalen Flughafen Jorge Chávez gestartete Maschine befand sich in nächtlichen DME-Anflug auf die Landebahn 09 des internationalen Flughafens Rodríguez Ballón in Arequipa. Zum Zeitpunkt des Anfluges herrschten Regen und Nebel in der Region und es wurden Gewitter gemeldet.
Die Piloten gingen von der Annahme aus, dass die Maschine in einer Höhe von 9.500 Fuß (ca. 2.900 Meter) flog, während die tatsächliche Flughöhe 8.640 Fuß (ca. 2.630 Meter) betrug, womit sich die Maschine 850 Fuß (ca. 260 Meter) unter dem Gleitpfad befand. Das lag daran, dass die Besatzung die Maschine mit einer nicht mehr aktuellen barometrischen Höhenmessereinstellung flog.
Die Cockpitbesatzung bat die Flugsicherung, die Befeuerung der Landebahn aufzuhellen, da sie sie während des Anflugs nicht sehen könnten, obwohl sie zu diesem Zeitpunkt bereits zu sehen sein sollte. Der Fluglotse antwortete, dass die Befeuerung bereits mit voller Intensität leuchte. Kurz darauf, um 20:25 Uhr, kollidierte die Maschine in einer Höhe von 2.500 Metern Höhe, und damit 62 Meter unterhalb der Landebahnschwelle des Flughafens, der sich in einer Höhe von 2.562 Metern befindet, mit einem Bergkamm. Der Unfallort befand sich zwei Kilometer vor der Landebahnschwelle. Der hintere Rumpfteil brach beim Aufprall ab, und der Hauptrumpfabschnitt flog am anfänglichen Kamm vorbei und prallte nahe der Spitze des zweiten Kamms auf. Das Leitwerk fiel in eine Kluft zwischen den beiden Graten. Alle 123 Insassen der Maschine kamen ums Leben.